# Gesaffelstein
Gesaffelstein, właśc. Mike Lévy (ur. 24 czerwca 1985 w Lyonie) – francuski muzyk, producent muzyczny i DJ, znany ze współpracy z takimi artystami jak: Brodinski, Daft Punk, Kanye West, Lil Nas X, Lady Gaga, Charli XCX.
Laureat nagrody Gold Derby Music Award, raz nominowany do niej.

## Życiorys
Mike Lévy urodził się 24 czerwca 1985 w Lyonie. Jako nastolatek zaczął słuchać muzyki elektronicznej. Po przeprowadzce do Paryża w 2003 roku zaczął eksperymentować z syntezatorami i produkować utwory. Zadebiutował w 2008 roku EP-ką Vengeance Factory, wydaną przez francuską wytwórnię OD Records. Na przełomie pierwszej i drugiej dekady XXI wieku był pod wpływem wczesnych wykonawców spod znaku EBM, takich jak Nitzer Ebb i Front 242 oraz producentów techno i house, takich jak Green Velvet i Laurent Garnier. W 2009 roku wspólnie z The Hackerem, Alexem Reynaudem i Davidem Rimokhem założył niezależną wytwórnię Zone wydając w tym samym roku pod jej szyldem singiel „The Operator”. W 2010 roku podpisał kontrakt z wytwórnią Turbo, wydając pod jej szyldem kilka singli: „Variations” (2010), „Conspiracy Pt. I” i „Conspiracy Pt. II” (2011). W 2011 wydał split z Brodinskim. W 2012 roku jego utwór „Viol” został wykorzystany w kampanii reklamowej modelu Citroëna, DS4 Just Mat. 

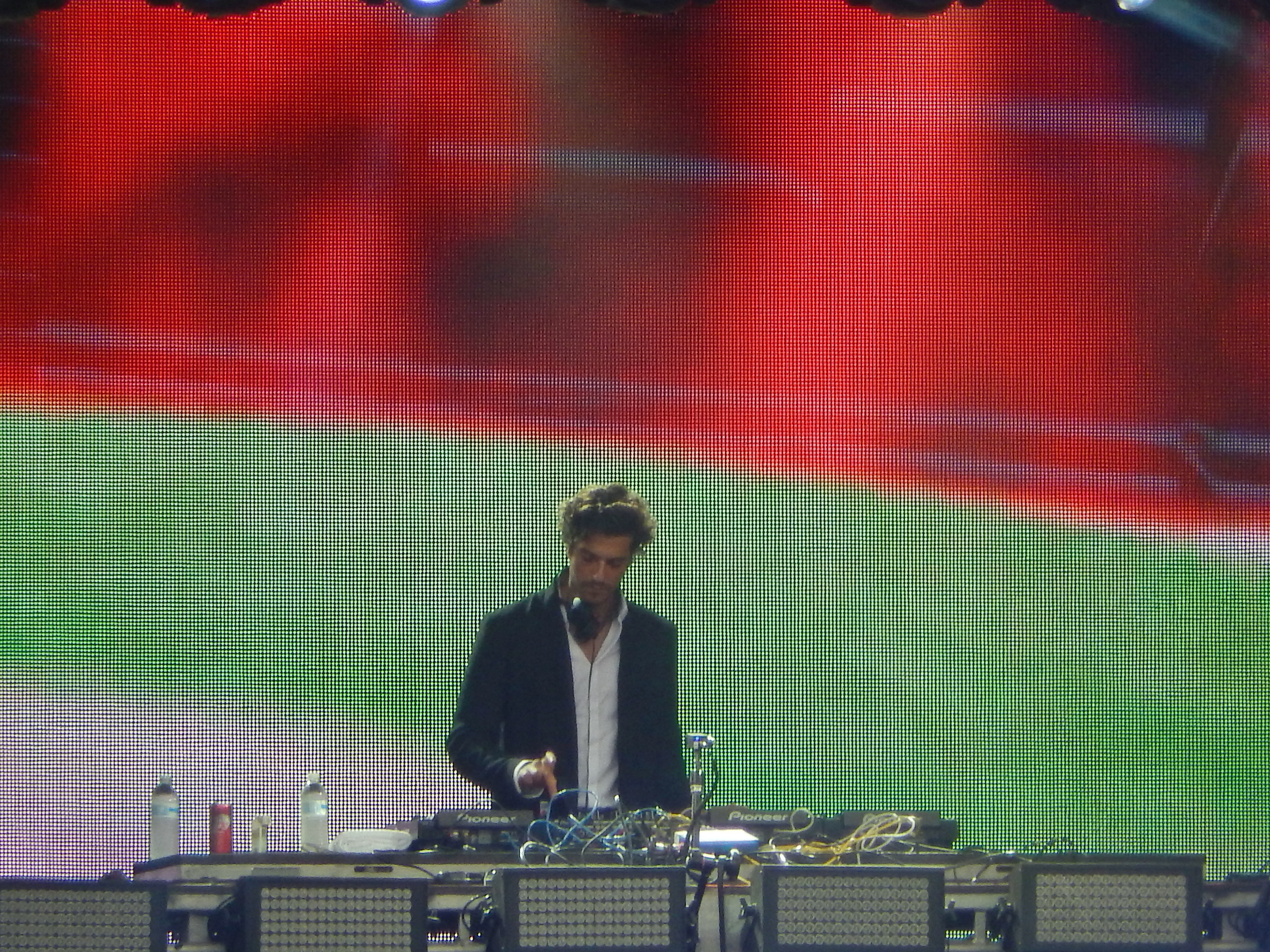
Gesaffelstein na festiwalu Lollapalooza w Chicago (2014)

W 2013 roku razem z Daft Punk, Brodinskim i Mikiem Deanem współprodukował dwa utwory na album Yeezus Kanye Westa. W tym samym roku wydał swój debiutancki album, Aleph, nagrywany od 2011 roku. Zawierające 14 utworów wydawnictwo utrzymane było w stylu dark techno. W kilku utworach wystąpiła piosenkarka Chloe Raunet. W tym samym roku wydał również I Love Techno, swoją pierwszą płytę CD z miksem. W 2015 roku współpracował z Jeanem-Michelem Jarre’em przy utworze zatytułowanym „Conquistador”. Skomponował ścieżkę dźwiękową do thrillera Maryland w reżyserii Alice Winocour. Film miał premierę w 2015 roku.
3 marca 2019 roku ukazał się drugi album Gesaffelsteina, Hyperion na którym znalazł się również światowy przebój „Lost in the Fire”, z udziałem The Weeknda. Na albumie pojawili się również Pharrell Williams, The Hacker, Electric Youth i HAIM. Wydawnictwo uzupełniły trzy utwory instrumentalne  Gesaffelsteina: „Vortex”, „Memora” i blisko 11-minutowy, epicki „Humanity Gone”.
26 maja 2023 roku ukazała się wspólna EP-ka Gesaffelsteina i KayCyy, zatytułowana TW2052.
W marcu 2024 roku wydany został trzeci album Gesaffelsteina, Gamma, zrealizowany z  udziałem Yana Wagnera. Album zwiastował singiel „Hard Dreams”.
Równocześnie w latach 2023–2024 Gesaffelstein uczestniczył w nagrywaniu albumu Mayhem Lady Gagi. W skład zespołu wchodzili, obok niego: producent wykonawczy Andrew Watt, kanadyjski producent Cirkut oraz narzeczony artystki, producent wykonawczy i okazjonalny współautor tekstów, Michael Polansky. Jako wyróżniający się utwór płyty Lady Gaga wskazała wyprodukowany przez Gesaffelsteina „Killah”, stwierdzając: „Nie wiem, czy kiedykolwiek wcześniej brzmiałam tak pewnie w piosence. To po prostu szczyt pewności siebie, a ja jestem kimś, kto musi fantazjować o pewności siebie, żeby ją mieć”. Gesaffelsteina zaś opisała jako „niesamowitego, bardzo interesującego, mającego bardzo interesujący sposób pracy”.
W lutym 2024 roku niezależna wytwórnia płytowa Position Music nabyła część katalogu wydawniczego Gesaffelsteina. Zgodnie z umową, Position z siedzibą w Los Angeles będzie właścicielem i administratorem praw wydawniczych do katalogu artysty zrealizowanego przed jego umową z Sony Music Publishing. Gesaffelstein podpisał kontrakt z należącą do Sony wytwórnią Columbia Records w 2018 roku. Position będzie właścicielem praw wydawniczych do jego debiutanckiego albumu Aleph z 2013 roku.

## Pseudonim artystyczny
Według samego Gesaffelsteina jego pseudonim składa się z trzech członów; pierwszy Gesa-, pochodzi od niemieckiego słowa Gesamtkunstwerk, będącego zarazem tytułem albumu amerykańskiej grupy elektronicznej Dopplereffekt, której nazwa jest kolejnym członem pseudonimu (-ffe-) oraz od fizyka Alberta Einsteina (-l-stein). Jak wyjaśnił w jednym z wywiadów: „Gesaffelstein to ambitna nazwa i jest to coś, co przyszło mi do głowy, kiedy mieszkałem w Belgii kilka lat temu. Chcę, by moja muzyka była sztuką, by miała coś do powiedzenia, ale Einstein to także fizyka kwantowa. Oznacza to małe rzeczy, drobne rzeczy, które zmieniają wszystko, szczegóły. Einstein zawsze kwestionował i udoskonalał swoje pomysły. Do tego właśnie dążę”.

## Nagrody i wyróżnienia
- W 2025 roku zdobył nagrodę Gold Derby Music Award w kategorii: Album of the Year za album Brat (wspólnie ze współproducentami tego albumu: A.G. Cookiem, Cirkutem, George’em Danielem, Charli XCX, Finnem Keane, Hudsonem Mohawke, El Guincho, Jonem Shave’em, Linusem Wiklundem i Omerem Fedim)[12].
  - W tym samym roku nominowany do tej nagrody za ten sam album w kategorii: Best Pop Album (wspólnie ze współproducentami tego albumu)[12].

- W 2022 nominowany do nagrody Grammy w kategorii Album roku (jako jeden z twórców albumu Donda)[13].

- W 2016 roku nominowany do nagrody Lumiere Awards w kategorii Best music za muzykę do filmu Maryland[14].